# Lucius Malfoy
Lucius Malfoy este un personaj fictiv din seria de cărți Harry Potter scrisă de J. K. Rowling.În ecranizarea cărților Lucius este interpretat de Jason Isaacs.
Lucius este descris ca fiind înalt, cu părul lung, de un blond foarte deschis. În filme, Lucius este arătat cu un sceptru cu cap de șarpe ce ascunde de fapt bagheta sa. În tinerețe Lucius a aparținut casei Viperinilor.
El are comportamentul asemeni unui Viperin, tot timpul arogant, ignorant, rău, mereu având  ceva împotriva copiilor născuți din încuiați. Totuși, consideră că unele familii de vrajitori, chiar cu sânge pur, cum ar fi familia Weasley, ca fiind o rușine pentru numele de Vrăjitori.
Lucius este capul familiei Malfoy, locuind cu soția sa Narcissa Malfoy și cu fiul său Draco Malfoy.
Harry face cunoștință prima dată cu Lucius Malfoy într-o librărie de pe Aleea Diagon, când Lucius strecoară subtil, în ceaunul cu cărți a lui Ginny Weasley jurnalul lui Tom Riddle (Voldemort). În același an de școala, Lucius încearcă să-i ia lui Dumbledore funcția de director. Pe la sfârșitul anului școlar Harry îi dăruiește lui Dobby, spiridușul de casă a lui Malfoy, o șosetă, ceea ce însemnă că Dobby este eliberat. 
Lucius plin de furie, datorită faptului că a rămas fără servitor, vrea să-l atace pe Harry dar Dobby, cu ajutorul unei vrăji, îl azvârle pe Lucius în partea cealaltă a holului. După ce se ridică, Lucius îl amenință pe Harry și îi spune că în curând va avea același sfârșit jalnic ca și părinții lui, Lilly și James Potter. 
Lucius și fiul lui își mai fac simțită prezența în anul IV înaintea începerii școlii, la cupa mondială de Quidditch când Malfoy sr. îi spune lui Harry să se distreze, cât mai are timp.
În anul IV Lucius apare în cimitirul Riddle ca Devorator al Morții.
În anul V Lucius și Devoratorii Mortii îi prind pe prietenii lui Harry iar el încearcă să-l convingă pe Harry să-i dea Profeția, o bilă de magie mistică.
Harry i-o dă, dar apoi în spatele lui Lucius apare Sirius Black, care îl lovește cu pumnul iar acesta scapă Profeția. Apoi apar și membrii Ordinului Phoenix care se duelează cu Devoratorii Morții. Harry și Sirius se duelează cu Lucius și un Devorator. Lucius este dezarmat și trimis într-un zid.
Mai apoi în anul VII după Bătălia de la Hogwarts, Lucius este rănit și închis la Azkaban (acolo unde îi era locul).